# Ágios Gerásimos (Milos)
Ágios Gerásimos (grec moderne : Άγιος Γεράσιμος) est une localité située dans le dème de Milos, dans le district régional de Milos, dans la périphérie d'Égée-Méridionale, en Grèce.
Selon le recensement de 2021, elle compte 0 habitants.